# Carlsen Verlag
Carlsen Verlag è una sussidiaria dell'omonima casa editrice della Danimarca,  che a sua volta appartiene all'azienda svedese Bonnier. La succursale fu fondata il 25 aprile 1953 ad Amburgo. La casa editrice si concentra sulla distribuzione di libri dedicati ai ragazzi (ad esempio la saga di Harry Potter, Rugrats, Tintin) e fumetti.
La Carlsen Comics, divisione dell'azienda dedicata ai fumetti, è uno dei tre più grandi editori di fumetti in Germania ed è inoltre uno dei dieci più grandi editori di libri per bambini. La casa editrice opera anche in Danimarca e Svezia.